# Cristina Ferreira
Cristina Ferreira, nome completo Cristina Maria Jorge Ferreira (Torres Vedras, 9 settembre 1977), è una conduttrice televisiva e giornalista portoghese.

## Biografia
Nata a Torres Vedras nel 1977, si è laureata in Storia ed è stata insegnante per un paio d'anni. Si è diplomata anche in giornalismo avendo come docenti Manuel Luís Goucha e Júlia Pinheiro.
Ha iniziato la carriera televisiva presentando il Big Brother e il programma divulgativo  Diário da Manhã. Dal 2004 presenta con Manuel Luís Goucha, il talk show del mattino Você na TV!, trasmesso dalla TVI.
Nel 2011, in coppia con Manuel Luís Goucha, ha presentato la 4ª edizione del talent show Uma canção para ti
Nel 2013 ha presentato la 3ª edizione di A tua cara não me é estranha, al fianco di Manuel Luís Goucha

### Vita privata
È stata sposata con l'ex giocatore di calcio António Casinhas, con il quale il 4 giugno 2008 ha avuto un bambino, Tiago.

## Onorificenze
- 2011: 2° Galà Trofeo TV7Dias: migliore presentatrice televisiva dell'anno.

## Carriera televisiva

### TVI
- 2002 - Reporter in Olá Portugal
- 2003 - Big Brother - Extra
- 2003 - Reporter in Diário da Manhã
- 2004-attualità - Você na TV!
- 2011 - Uma canção para ti IV
- 2012 - A tua cara não me é estranha (3 edizioni)
- 2011-2013 - Somos Portugal

### Altri programmi
- 2007 - Viagem ao Mundo das Maravilhas
- 2009 - Partecipazione alla telenovela Sentimentos
- 2010 - As Tardes da Júlia, sostituendo, nella presentazione, Júlia Pinheiro
- 2011 - Festas de Ponte de Lima, affiancando Marisa Cruz
- 2011 - Festa na Praia Albufeira, affiancando Nuno Eiró
- 2011 - Festa Medieval de Óbidos, affiancando Nuno Eiró
- 2011 - Festa dos Tabuleiros, affiancando Nuno Eiró
- 2011 - A tarde é sua della TVI, sostituendo Fátima Lopes nella conduzione del programma
- 2012 - A tarde é sua della TVI, sostituendo Fátima Lopes nella conduzione del programma
- 2012 - Galà di Natale alla TVI, affiancando Manuel Luís Goucha
- 2013 - 20 anni della TVI, affiancando Manuel Luís Goucha e Fátima Lopes
- 2013 - A tarde é sua della TVI, sostituendo Fátima Lopes nella conduzione del programma